# Johann Christian Multer
Johann Christian Multer (* 20. August 1768 in Grevenbrück; † 24. Januar 1838 in Marburg) war ein deutscher römisch-katholischer Geistlicher, Theologe und Kirchenrechtler.

## Leben
Multer war Sohn eines Gastwirts. Er besuchte zunächst eine Privatschule in Allendorf und ab 1783 das Gymnasium in Bonn, an dem er 1786 die Reifeprüfung bestand. Ab 1786 schloss sich ein Studium zunächst der Rechtswissenschaft, dann der Theologie an der Universität Bonn an. 1792 bestand er in Anwesenheit des Kölner Erzbischofs Maximilian Franz von Österreich das Examen, wobei er den Erzbischof so beeindruckte, dass dieser für seine Ausbildung am Priesterseminar Köln aufkam. Seine Priesterweihe erhielt er 1793 ebenfalls in Köln, anschließen wirkte er als Kaplan und Lehrer an der Schule in Bilstein, bevor er 1796 Pfarrgehilfe in Rahrbach und 1813 Pfarrgehilfe in Hoyeckhausen wurde. In Rahrbach macht er sich um die Verbesserung des Schulwesens verdient, führte ein neues Gesangbuch ein und reformierte die Kirchenordnung. Trotzdem fasste er besser dotierte Stellen an.
Multer kam nach Marburg und wurde dort im April 1819 Pfarrgehilfe unter Leander van Eß. Seine Promotion zum Doktor der Theologie erfolgte am 13. Dezember 1819 an der theologischen Fakultät der Universität Freiburg im Breisgau, an die er eine Abhandlung eingesandt hatte. Am 10. Juni 1821 erhielt er die landesherrliche Erlaubnis, Leander van Eß an der Universität Marburg in den Vorlesungen über katholisches Kirchenrecht zu vertreten, ab dem 28. Januar 1822 als Privatdozent. Zudem hielt er theologische Vorlesungen für die in Marburg Philosophie studierenden Katholiken. Schon kurz darauf, am 22. Mai 1822, wurde er als außerordentlicher Professor des katholischen Kirchenrechts an die Marburger Universität berufen und am 5. Juli 1822 zum Mitdirektor des Schullehrerseminars ernannt. Er unterrichtete außerdem ab 1822 katholische Religionslehre am Lehrerseminar sowie am Pädagogium Marburg. Am 21. Oktober 1822 wurde ihm daneben die Verwaltung der katholischen Pfarrei Marburg übertragen.
Seine 1821 im Druck erschienene Rechtfertigung der gemischten Ehen wurde noch im selben Jahr per Dekret der Glaubenskongregation auf den Index gesetzt.
Multer wurde am 9. Mai 1831 als erster ordentlicher Professor an die neu gegründete Katholisch-theologischen Fakultät in Marburg berufen, behielt jedoch zugleich die außerordentliche Professur für kanonisches Recht. Im Bereich des Kirchenrechts unterrichtete er zunächst nur katholisches Kirchenrecht, ab 1827 auch protestantisches Kirchenrecht und ab 1829 das Kirchenrecht aller christlichen Konfessionen sowie Kirchenstaatsrecht.

## Werke (Auswahl)
- Rechtfertigung der gemischten Ehen zwischen Katholiken und Protestanten, in statistisch-, kirchlich und moralischer Hinsicht, Bachem, Köln 1821.
- Practische Vorschläge zur Einrichtung und Verbesserung des gesammten Elementarschul- und Unterrichtswesens in Deutschland, Bachem, Köln 1822.
- Die Ungültigkeit der am 15. November in Fulda unternommenen Bischofswahl aus kirchenrechtlichen Gründen nachgewiesen, Garthe, Marbuerg 1832.